# Línia penetrant alcista
Una Línia penetrant alcista (en anglès: Bullish Pearcing Line) és un patró d'espelmes japoneses format per dues espelmes que indica un possible canvi en la tendència baixista; rep aquesta denominació perquè la segona espelma blanca que el forma penetra dins del cos de la negra antecedent. És un fort senyal de canvi en la tendència baixista que apareix al capdavall d'aquesta o, a vegades, en una zona de congestió.

## Criteri de reconeixement
1. La tendència prèvia és baixista
2. Es forma una primera gran espelma negra
3. L'endemà s'obre amb gap a la baixa (per sota de l'ombra inferior de l'espelma prèvia)
4. Però finalment s'acaba tancant a l'alça (espelma blanca) amb un tancament prop del high, i enmig o per sobre, del cos de l'espelma negra anterior

## Explicació
En un context de tendència baixista l'espelma negra i el gap baixista sembla confirmar la tendència, però l'aparició de l'espelma blanca indica tancament de posicions curtes i que els bulls han pres totalment el control del mercat.

## Factors importants
Els bulls han obert massivament posicions llargues, i tenen com a indicador de l'stop el low de l'espelma blanca. Quan més amunt sigui el tancament de l'espelma blanca més força tenen els bulls. La fiabilitat d'aquest patró és molt alta, però si el tancament es produeix en la meitat inferior del cos de la negra es recomana esperar a la confirmació l'endemà en forma gap alcista, un trencament de tendència, o una nova espelma blanca amb tancament superior. Com tots els patrons d'espelma de canvi de tendència, la seva fiabilitat augmenta si es forma en una zona de suport. Així mateix quan més gran sigui el gap d'obertura, i més forta la recuperació, més significativa és de la força del canvi de tendència.